# Robert Newman (calciatore)
Rob Newman (Bradford on Avon, 13 dicembre 1968) è un allenatore di calcio ed ex calciatore inglese, di ruolo difensore.

## Carriera
Assieme a Mark Bowen, Bryan Gunn, Jeremy Goss, Chris Sutton e Ruel Fox, è primatista di presenze (6) con la maglia del Norwich City nelle competizioni calcistiche europee.

## Palmarès

### Giocatore

#### Competizioni nazionali
- English Football League Trophy: 1

Bristol City: 1985-1986